# Visiter
Visiter — второй студийный альбом группы The Dodos, выпущен в 2008 году.

## Об альбоме
В апреле 2008 года в интервью для L.A. Records Лонг рассказал о появлении названия альбома: «Причина, по которой в названии альбома допущена орфографическая ошибка, кроется в том, что оно взято из рисунка, подаренного нам ребенком. Мы выступали для детей в одной из школ Лос-Анджелеса. Сестра друга (Барбара Лемпель)работает там специализированным учителем, так что мы пришли в её класс и поиграли для детей и это было очень классно. Когда дети задавали нам свои вопросы, один из них подошёл к нам и дал рисунок с тем самым словом. Этот рисунок фактически обложка нашего альбома, и я не знаю почему, но нам это понравилось. В общем-то мы использовали практически все детские рисунки. Это весьма забавно и для нас это было интересным мероприятием. Мы никогда раньше не играли для детей, мы не знали чего ожидать, но им понравилось — они хлопали и танцевали».

## Список композиций
1. «Walking» — 2:09
2. «Red and Purple» — 4:40
3. «Eyelids» — 0:59
4. «Fools» — 4:43
5. «Joe’s Waltz» — 7:22
6. «Winter» — 3:44
7. «It’s That Time Again» — 1:29
8. «Paint the Rust» — 6:15
9. «Park Song» — 2:49
10. «Jodi» — 6:14
11. «Ashley» — 4:04
12. «The Season» — 6:15
13. «Undeclared» — 1:53
14. «God?» — 6:51

## Участники записи
- Мэрик Лонг — Вокал, Гитара
- Логан Кробер — Барабаны, Ударные